# Jerry Verno
Jerry Verno, né le 26 juillet 1895 à Londres et mort le 29 juin 1975 à Londres également, est un acteur anglais.
Il a joué dans une quarantaine de films, dont certains dirigés par Michael Powell et par Alfred Hitchcock, et dans diverses séries télévisées.

## Filmographie sélective
- 1931 : Two Crowded Hours de Michael Powell : Jim, le chauffeur de taxi
- 1932 : My Friend the King de Michael Powell : Jim, le chauffeur de taxi
- 1932 : His Lordship de Michael Powell : Bert Gibbs
- 1935 : Les 39 Marches (The 39 Steps) d'Alfred Hitchcock : un voyageur de commerce
- 1937 : Jeune et Innocent (Young and Innocent) d'Alfred Hitchcock : le conducteur de camion au café Tom's Hat
- 1937 : Les Chaussons rouges (The Red Shoes) de Michael Powell et Emeric Pressburger : le concierge du théâtre
- 1938 : Queer Cargo de Harold D. Schuster